# Def Leppard
Def Leppard — британський рок-гурт, створений в 1977 року в Шеффілді. Ранню творчість гурту відносять до нової хвилі британського хеві-металу. Однак після третьої платівки гурт еволюціонував у хард-рок. З часом Def Leppard завоював більшу популярність в США, ніж у Британії.
В 1995 році гурт потрапив до Книги рекордів Гіннесса як єдині виконавці, що спромоглися виступити на трьох континентах протягом однієї доби. Так, 23 жовтня вони дали три концерти — у Танжері (Марокко), Лондоні (Англія), і Ванкувері (Канада).
Група видала 12 студійних альбомів, альбоми Hysteria та Adrenalize сягали першої сходинки чартів Billboard 200, а також британського, австралійського і канадського чартів. Альбом Pyromania включено до
Списку 500 найкращих альбомів усіх часів за версією журналу Rolling Stone.
Def Leppard продали понад 100 мільйонів записів в усьому світі і мають два альбоми з діамантовим сертифікатом RIAA: Pyromania та Hysteria. Гурт посів 31 місце в рейтингу VH1 «100 найкращих артистів хард-року» і 70 місце в рейтингу «100 найкращих виконавців усіх часів». Def Leppard були включені до Зали слави рок-н-ролу в 2019 році.

## Історія

### Atomic Mass та формування (1977—1979)
Рік Севідж, Тоні Кеннінг і Піт Вілліс, усі учні школи Тептон у Шеффілді, створили гурт під назвою Atomic Mass у 1977 році. Спочатку гурт складався з Вілліса на гітарі, Севіджа на бас-гітарі та Кеннінга на барабанах. Джо Елліотт, якому на той час було лише 18 років, спробував себе в групі як гітарист після випадкової зустрічі з Віллісом після того, як він спізнився на автобус у листопаді 1977 року. Під час його прослуховування було вирішено, що він більше підходить на роль головного вокаліста. Початкові репетиції гурту проходили в Portland Works, а їхній перший концерт відбувся в їдальні школи Вестфілд у Шеффілді.
Елліотт запропонував назву «Deaf Leopard», яка спочатку була назвою групи, яку він придумав під час розробки плакатів на уроці мистецтва. За пропозицією Кеннінга написання було змінено на Def Leppard, щоб зробити назву менш схожою на назву панк-гурту. У січні 1978 року до групи приєднався Стів Кларк. За словами Елліотта, він успішно пройшов прослуховування для гурту, зігравши пісню Lynyrd Skynyrd «Free Bird» повністю.
У листопаді, безпосередньо перед записом релізу з трьох пісень, відомого як The Def Leppard E.P., Кеннінг раптово покинув гурт. На цих записах його замінив Френк Нун. Наприкінці місяця Рік Аллен, якому тоді було лише 15 років, приєднався до групи як її постійний барабанщик. Продажі мініальбому різко зросли після того, як трек «Getcha Rocks Off» отримав багато часу в ефірі відомого ді-джея BBC Radio 1 Джона Піла.
Протягом 1979 року гурт отримав вірних прихильників серед британських шанувальників хард-року та хеві-металу та вважався одним із лідерів нової хвилі британського хеві-метал руху. Їх популярність призвела до угоди про звукозапис з великим лейблом Phonogram/Vertigo (Mercury Records у США).

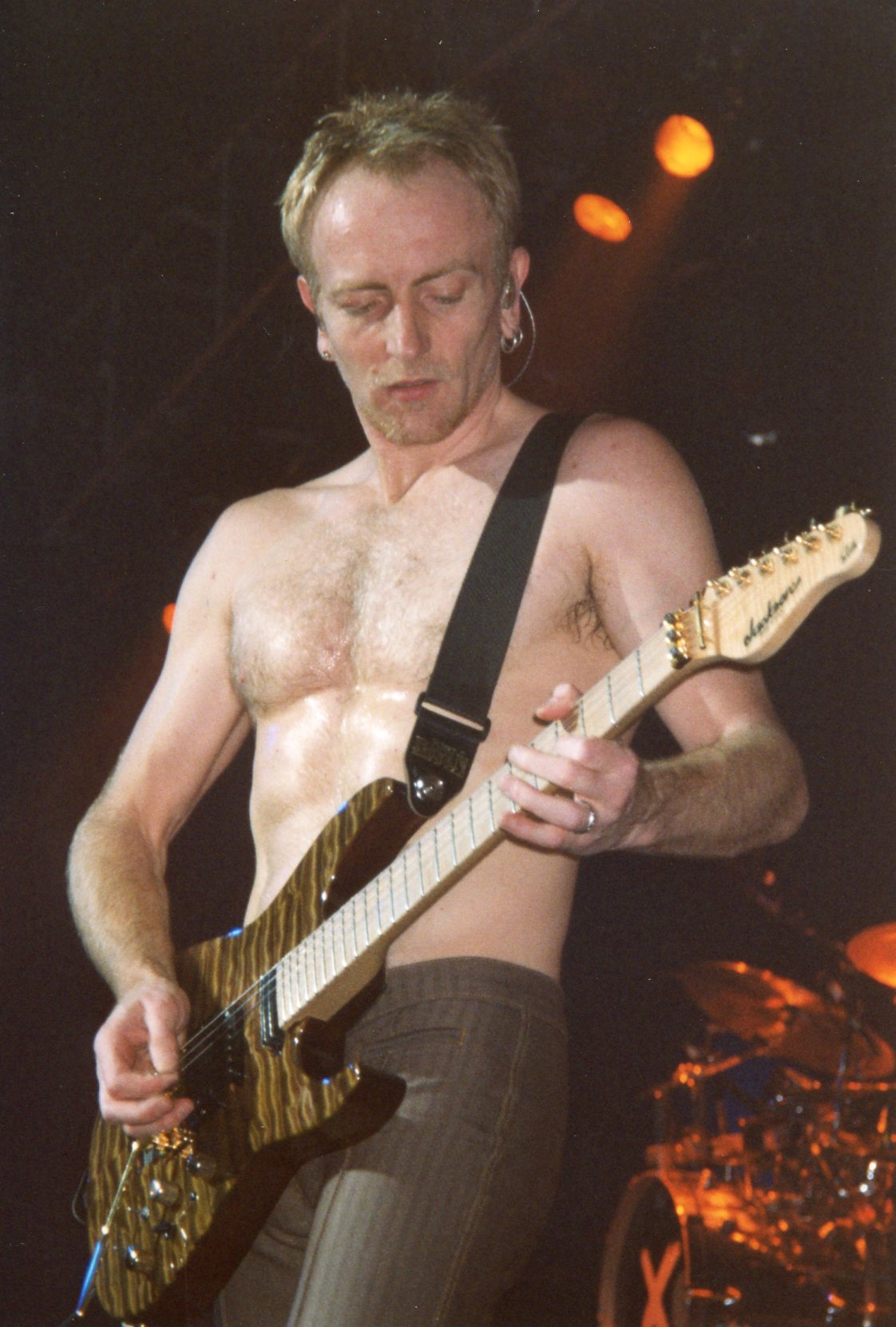
Гітарист Філ Коллен (фото 2003 року) приєднався до гурту в 1982 році.

### On Through the Night,High 'n' DryіPyromania(1980—1983)
Дебютний альбом Def Leppard «On Through the Night», вийшов 14 березня 1980 року. Попри те, що альбом потрапив до 15 найкращих у Великій Британії, багатьох ранніх шанувальників відштовхнуло відчуття, що гурт надто старався зацікавити американську аудиторію, записуючи такі пісні, як «Hello America», і більше гастролюючи в США. Виступ на Редінгському фестивалі в серпні був зіпсований, коли глядачі висловили своє невдоволення, закидавши гурт пивними банками та пляшками з сечею. У серії документальних фільмів «Еволюція металу» Джо Елліотт каже, що засоби масової інформації перебільшили подію, і того дня всі гурти зазнали «жорстокого поводження» з боку натовпу.
На той час група привернула увагу продюсера AC/DC Роберта Джона Ланга, який погодився попрацювати над їхнім другим альбомом High 'n' Dry, випущеним 6 липня 1981 року. Ретельний підхід Ланга в студії допоміг гурту почати визначити своє звучання. Попри невисокі показники продажів альбому (він досяг лише 26 місця у Великій Британії та 38 у США), кліп гурту на пісню «Bringin' On the Heartbreak» став одним із перших метал-відеокліпів, програних на MTV у 1982 році, і, таким чином, збільшив популярність групи в США. Після виходу альбому гурт вирушив у європейський та американський тури.
Піта Вілліса звільнили з Def Leppard 11 липня 1982 року через надмірне вживання алкоголю на роботі, і наступного дня його замінив Філ Коллен з Girl. Ця зміна складу відбулася під час запису третього альбому Pyromania, який вийшов 20 січня 1983 року і який також спродюсував Ланг. На обкладинку помістили зображення величезного полум'я, що виривається з верхнього поверху хмарочоса, з прицілом, наведеним на полум'я. Головний сингл «Photograph» перетворив Def Leppard на популярного виконався, витіснивши «Beat It» Майкла Джексона як найзатребуваніше відео на MTV і ставши основним хітом на рок-радіо, утримуючи перше місце в чарті альбомів США Rock Track Chart на шість тижнів і призвівши до туру по США. Другий сингл, «Rock of Ages», також посів перше місце в Rock Tracks Chart, причому обидва сингли потрапили до Топ-20 Hot 100 («Photograph» під номером 12 і «Rock of Ages» під номером 16), що було незвично для хард-рок пісні.
Підживлений «Photograph», «Rock of Ages» і третім синглом «Foolin'», у 1983 році альбом Pyromania розійшовся тиражем у шість мільйонів примірників. Завдяки величезному успіху Pyromania став каталізатором поп-метал руху 1980-х. 2004 року Pyromania отримала діамантову сертифікацію RIAA, як альбом, продажі якого перевищили 10 мільйонів примірників у США. Тур Pyromania розпочався у лютому 1983 року у лондонському клубі Marquee та продовжився в США у березні.

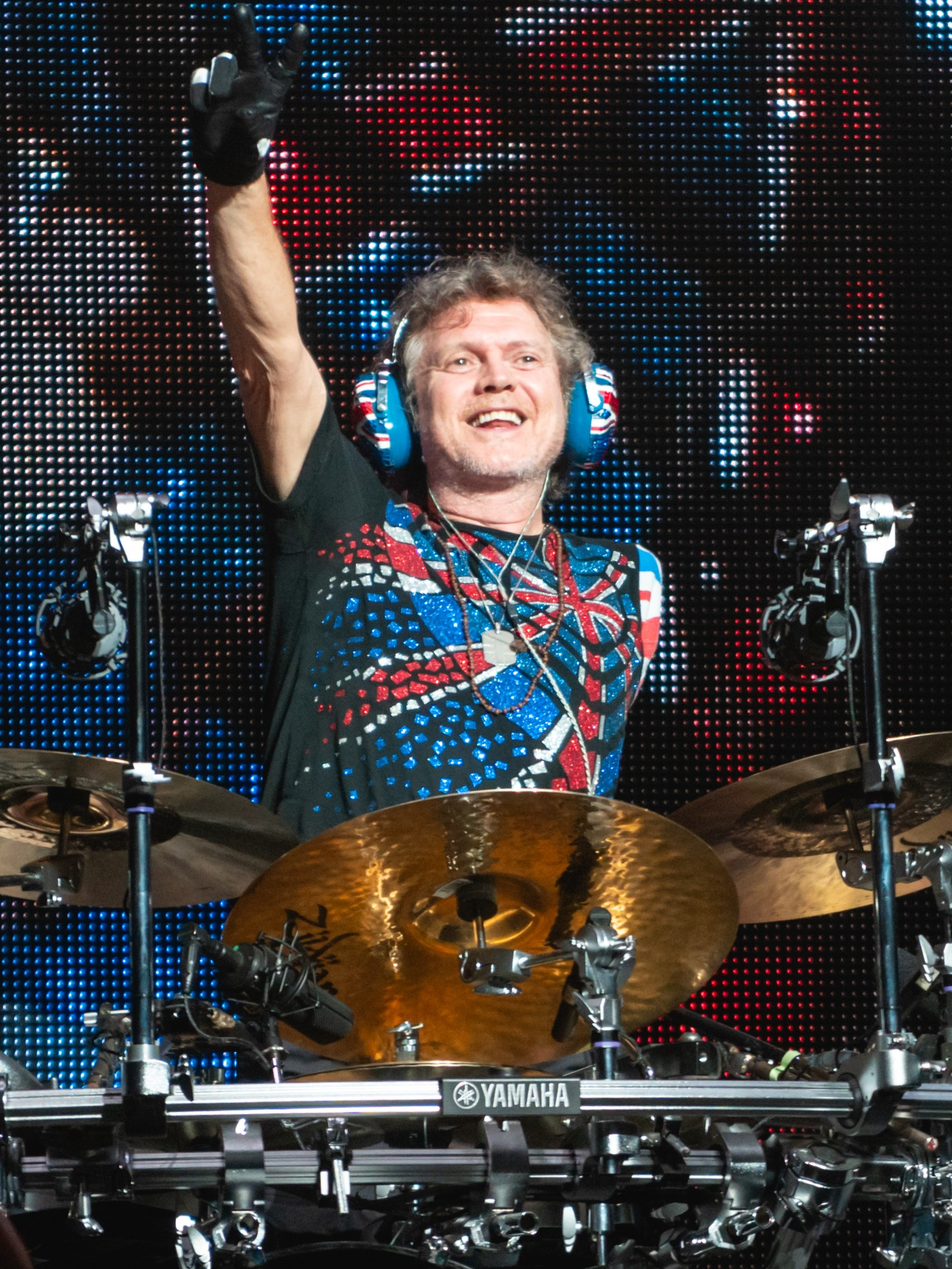
Після втрати лівої руки в автомобільній аварії барабанщик Рік Аллен (фото 2018 року) використовує свої ноги, щоб грати на спеціальному електронному барабані.

### Hysteria(1984—1989)
Після свого прориву гурт переїхав до Дубліна в лютому 1984 року, щоб почати писати продовження до Pyromania. Ланг спочатку приєднався до сеансів написання пісень, але потім раптом відмовився повернутися в якості продюсера через виснаження. Замість нього залучили Джима Стейнмана. Однак він пропрацював з групою недовго, і запис не був опублікований.
31 грудня 1984 року барабанщик Рік Аллен втратив ліву руку в автокатастрофі на автомагістралі A57 на пагорбах біля рідного міста Шеффілда. Попри серйозність аварії, Аллен був налаштований і далі виконувати роль барабанщика Def Leppard і зрозумів, що може використовувати свої ноги, щоб замінити частину роботи на барабанах, яку раніше виконував руками. Інші учасники гурту підтримали рішення Аллена і не шукали заміни. У цей період Ланг повернувся в якості продюсера. У серпні 1986 року Def Leppard залучив барабанщика Джеффа Річа, щоб він грав разом з Алленом під час мінітуру Def Leppard по Ірландії. Коли Річ запізнився на концерт, група зрозуміла, що Аллен вміє барабанити сам. Повернення Аллена фестивалі Monsters of Rock в Англії було зустріте емоційними оваціями після його представлення Джо Елліоттом.
Після більш ніж трьох років запису четвертий альбом Def Leppard, Hysteria, вийшов 3 серпня 1987 року. Один із перших синглів з альбому, «Animal», став першим треком групи в десятці найкращих хітів у Великій Британії, досягнувши 6-го місця на UK Singles Chart. Наступний сингл із Hysteria, його титульний трек у середньому темпі, став першим синглом групи в Топ-10 у США і, досягнув 13 місця у чартах Канади. У перший тиждень випуску Hysteria очолив британські чарти альбомів і відтоді провів у чарті 105 тижнів. Початкові продажі альбомів у США були відносно повільними (порівняно з Pyromania) аж до випуску четвертого синглу «Pour Some Sugar on Me». Після цього альбом нарешті досяг вершини американського Billboard 200 у липні 1988 року. Хоча «Pour Some Sugar On Me» спочатку не був великим хітом в інших країнах (номер 18 у Великій Британії, номер 22 у Канаді та номер 26 в Австралії), його почали вважати фірмовою піснею гурту, і трек посів 2-е місце в рейтингу VH1 «100 найкращих пісень 80-х» у 2006 році. Hysteria також очолив альбомні чарти в Канаді, Австралії, Новій Зеландії та Норвегії. Завдяки успіху гурту у Великій Британії у 1988 Def Leppard були номіновані на премію Brit Awards у номінації «Найкращий британський гурт».
Hysteria — один із небагатьох альбомів, 7 і більше синглів якого потрапили у американський рейтинг Billboard Hot 100: «Women» (№ 80), «Animal» (№ 19), «Hysteria» (№ 10), «Pour Some Sugar on Me» (№ 2), «Love Bites» (№ 1), «Armageddon It» (№ 3) та «Rocket» (№ 12). Окрім «Women», усі ці самі пісні потрапили в топ-25 британського чарту UK Singles. Альбом залишався в чартах протягом трьох років і розійшовся тиражем понад 25 мільйонів копій в усьому світі. Не менш вдалим був супутній 16-місячний тур Hysteria.
У 1989 році на церемонії вручення нагород Brit Awards, що відбулася в Королівському Альберт-Холі в Лондоні, Def Leppard знову були номіновані на найкращий британський гурт, і під час церемонії виконали «Pour Some Sugar on Me». На церемонії вручення American Music Awards 1989 року Def Leppard здобув нагороду «Улюблений виконавець важкого металу/хард-року», а також «Улюблений альбом важкого металу/хард-року» (Hysteria).

### AdrenalizeіSlang(1990—1996)

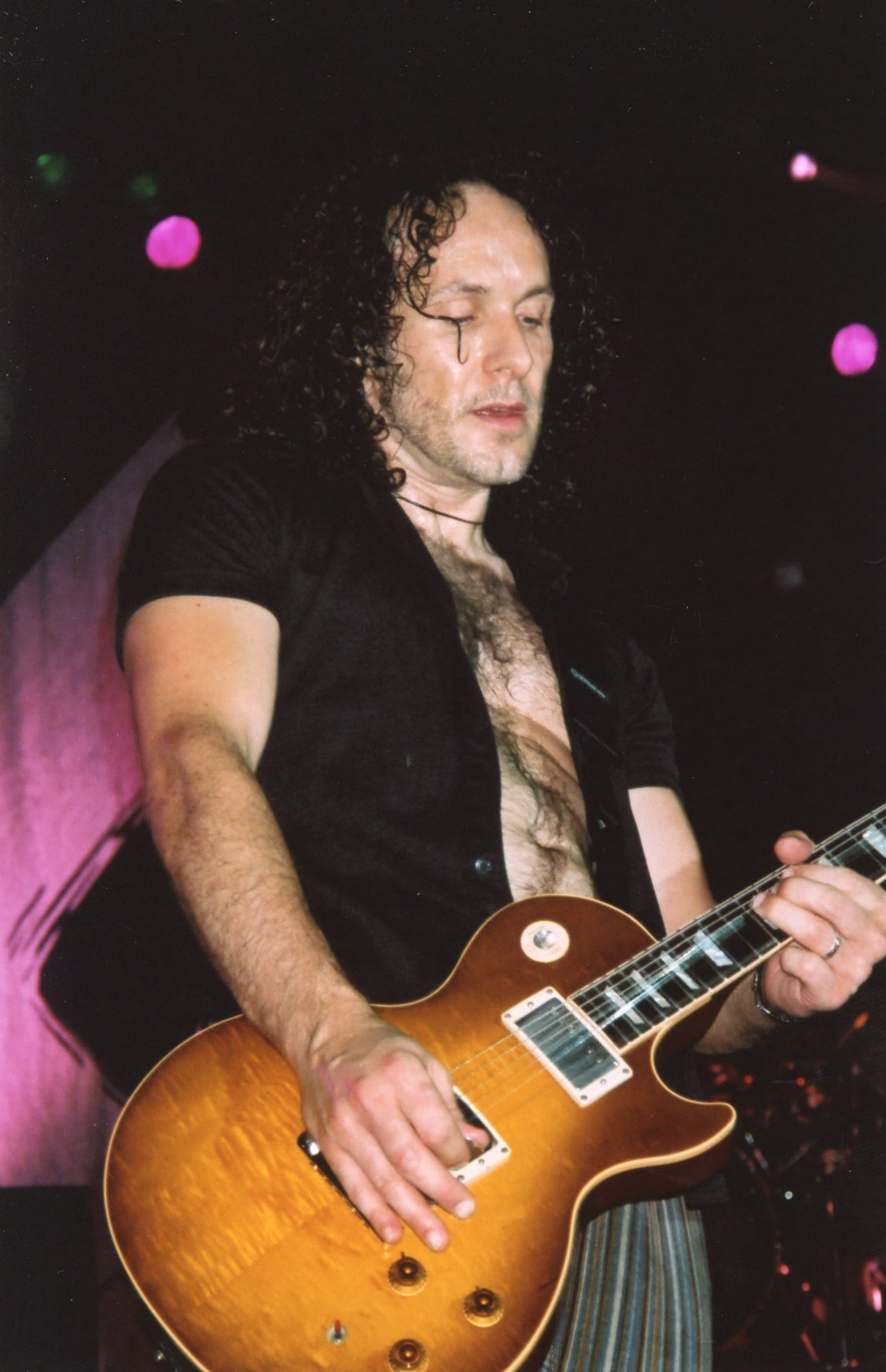
Гітарист Вівіан Кемпбелл у 2003 році. Він приєднався до Def Leppard у 1992 році.

Після Hysteria гурт швидко взявся за роботу над своїм п'ятим альбомом, сподіваючись уникнути ще одного тривалого розриву між релізами. Однак, сесії запису страждали через алкоголізм Стіва Кларка, який погіршав до такої міри, що Стів був вимушений постійно перебувати у реабілітаційному центрі. Через це в середині 1990 року Кларк отримав шість місяців відпустки в групі. 8 січня 1991 року Кларк помер у своєму будинку в Лондоні від суміші ліків, що відпускаються за рецептом, та алкоголю. Решта учасники гурту вирішили продовжити і записали альбом у вигляді чотирьох частин, причому Коллен імітував стиль Кларка у своїх гітарних партіях.
П'ятий альбом Def Leppard, Adrenalize, нарешті вийшов 31 березня 1992 року. Альбом одночасно посів перше місце в чартах альбомів у Великій Британії та США, залишаючись номером один в останньому протягом п'яти тижнів, а також досягнув вершини у Канадському та Австралійському чартах і 8-го місця в Німеччині. Перший сингл «Let's Get Rocked» став миттєвим хітом і увійшов у чарти багатьох країн на високих позиціях. Гурт виконав пісню на церемонії вручення нагород MTV Video Music Awards 1992 року, де вона була номінована за найкращий кліп року. Як і до Hysteria, до Andrenalize вийшло кілька синглів, включаючи «Make Love Like a Man», баладу «Have You Ever Needed Someone So Bad» і середньо-темповий «Heaven Is», кожен з яких увійшов до 15 найкращих у Великій Британії, а «Have You Ever Needed Someone So Bad» став найуспішнішим треком у Канаді (№ 7) і в США у Billboard Hot 100 (№ 12). Інший сингл, середнього темпу «Stand Up (Kick Love into Motion)», став хітом в Канаді, досягнувши 11-го місця, а також досягнув 1-го місця в чарті US Rock Tracks.
У період між кінцем 1991 і початком 1992 року розпочалися прослуховування ще одного гітариста. Серед гітаристів, які пройшли прослуховування, був і Адріан Сміт Зрештою, у 1992 році група вибрала Вівіана Кемпбелла, який раніше грав у Dio та Whitesnake. У квітні 1992 року Def Leppard з'явились на концерті The Freddie Mercury Tribute Concert на стадіоні Вемблі, виконавши набір з трьох пісень «Animal», «Let's Get Rocked» і «Now I'm Here» гурту Queen з його гітаристом Брайаном Меєм. Пізніше Джо Елліот виконав «Tie Your Mother Down» з іншими учасниками Queen і гітаристом Guns N' Roses Слешем. Далі відбулося ще одне світове турне, але на стан гурту почав впливати розвиток альтернативного року, включаючи ґрандж. На тлі зростання популярності альтернативного року група вирішила збалансувати свій оригінальний образ бунтівних рок-зірок, поєднуючи хеві-метал з мелодіями, що більше нагадують попмузику. 6 червня 1993 року Def Leppard здійснили перший в історії рок-концерт на стадіоні Don Valley у своєму рідному місті Шеффілд перед аудиторією понад 50 000 осіб.
У 1995 році Def Leppard випустила свою першу збірку найкращих хітів Vault: Def Leppard Greatest Hits (1980—1995), яка досягла 3-го місця у Великій Британії і розійшлася тиражем понад 5 мільйонів примірників у США. 23 жовтня 1995 року гурт увійшов до Книги рекордів Гіннеса, виконавши три концерти на трьох континентах за один день (Танжер, Марокко; Шеффілд, Англія; та Ванкувер, Канада).
Альбом Slang, що вийшов у травні 1996 року, ознаменував різкий музичний відхід для гурту, представивши темніші тексти та елементи альтернативного року. Гурт репетирував і виконував пісні разом у студії замість того, щоб записувати частини окремо, що призвело до альбому, який звучав набагато більш живо. Прийом публіки в США для Slang та туру в його підтримку було серйозним падінням у порівнянні з попередньою популярністю гурту, хоча Q Magazine, тим не менш, зарахував Slang до списку десяти найкращих альбомів 1996 року. Альбом досяг лише 14-го місця в чарті альбомів США, і хоча трек «Work It Out» досяг 6-го місця в чарті US Rock Tracks, ні він, ні будь-який з інших синглів, що вийшли з альбому, не потрапив у чарти Hot 100. Вперше студійний альбом Def Leppard досяг вищої популярності у Великій Британії, ніж у США, оскільки він потрапив на 5-е місце з двома синглами: заголовною композицією альбому (№ 17) та «Work It Out» (No. 22). У Канаді «Work It Out» увійшов до 10 найкращих синглів, і хоча альбом досяг лише 12-го місця, врешті-решт він став подвійним платиновим за продажами.

### Euphoria,XіYeah!(1997—2007)
У 1998 році VH1 відродив успіх гурту в США, представивши їх в одному з перших епізодів серіалу Behind the Music. Намагаючись використати цей новий імпульс, у 1999 році Def Leppard повернулися до свого класичного звучання з альбомом Euphoria. Перший сингл, «Promises», знову об'єднав групу з Лангом і потрапив у американський мейнстрімний рок-чарт під № 1. Euphoria досягла 11 місця у Великій Британії та США та 14 місця в Німеччині, хоча вона була менш успішною в Канаді та Австралії.

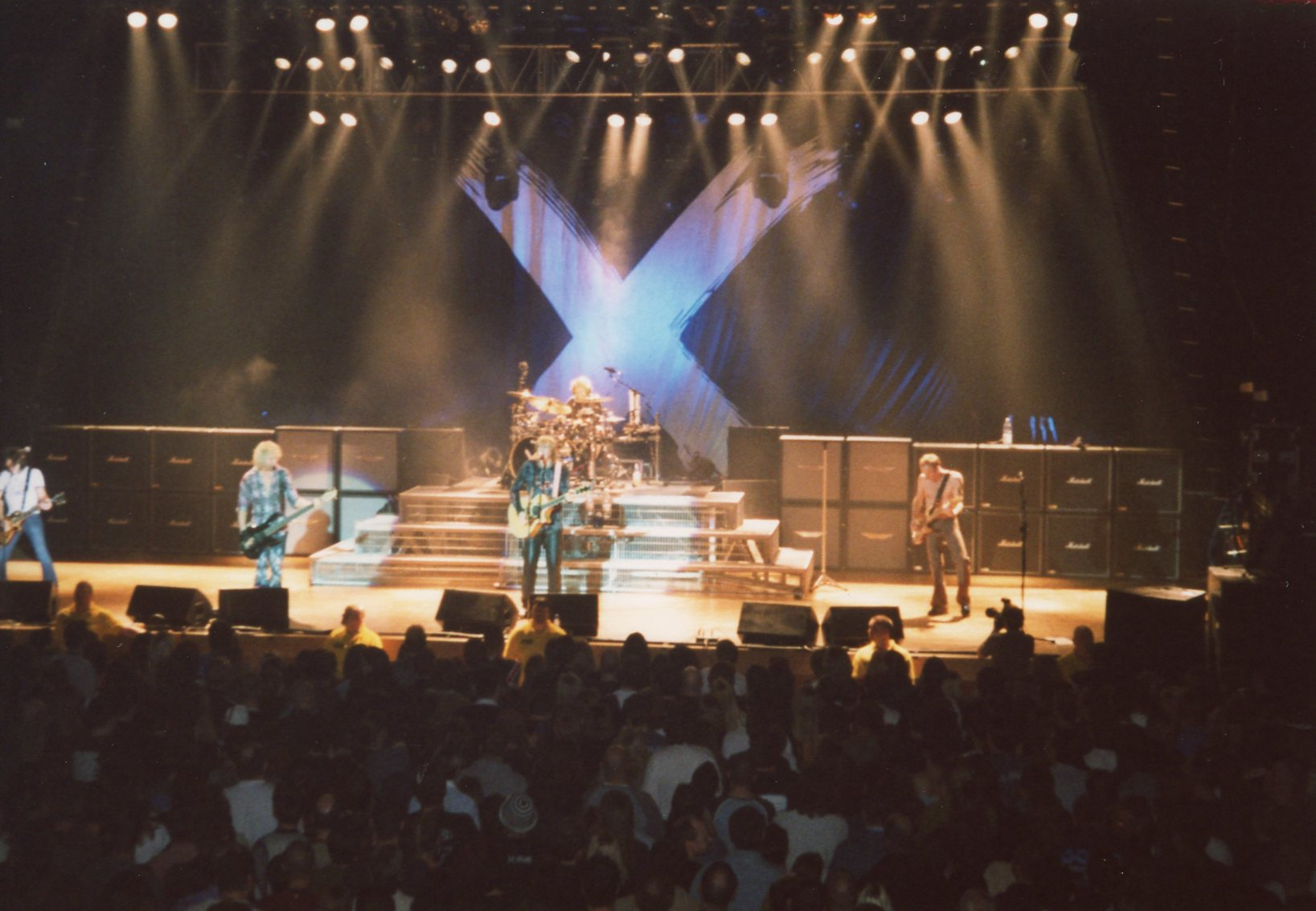
Виступ Def Leppard у Вулвергемптоні в лютому 2003 року.

У 2001 році VH1 спродюсував і випустив в ефір байопік «Hysteria — історія Def Leppard». Документальна драма охоплює історію гурту з 1977 по 1986 роки, розповідаючи про випробування та тріумфи Ріка Аллена та Стіва Кларка. Восьмий альбом Def Leppard, X, показав, що музичний напрям групи більше тяжіє до попмузики та дистанціюється від хард-рокового коріння групи. Зрештою X став найменш успішним релізом гурту, досягнувши 11 місця в Billboard 200 у США № 14 у UK Albums Chart, № 12 у Канаді та № 19 у Німеччині.
У 2005 році група покинула свою давню команду менеджменту, Q-Prime, і підписала контракт з HK Management. 23 травня 2006 року Def Leppard випустив альбом з каверами під назвою Yeah!. Диск віддає шану класичним рок-пісням, спочатку записаним Blondie, The Kinks, ELO, Badfinger та іншими. Альбом дебютував під № 16 у США, та став десятим поспіль альбомом гурту у Топ-20.
31 травня 2006 року Def Leppard, разом із Queen, Kiss і Judas Priest, були першими учасниками VH1 Rock Honors — церемонії, що вшановують гурти, які вплинули на звучання рок-музики. Незабаром після цього група вирушила в тур США разом з Journey. 27 червня того ж року Def Leppard розпочали свій Downstage Thrust Tour, концерти якого проходили в США та Канаді.

### Songs from the Sparkle Loungeі гастрольна діяльність (2008—2014)

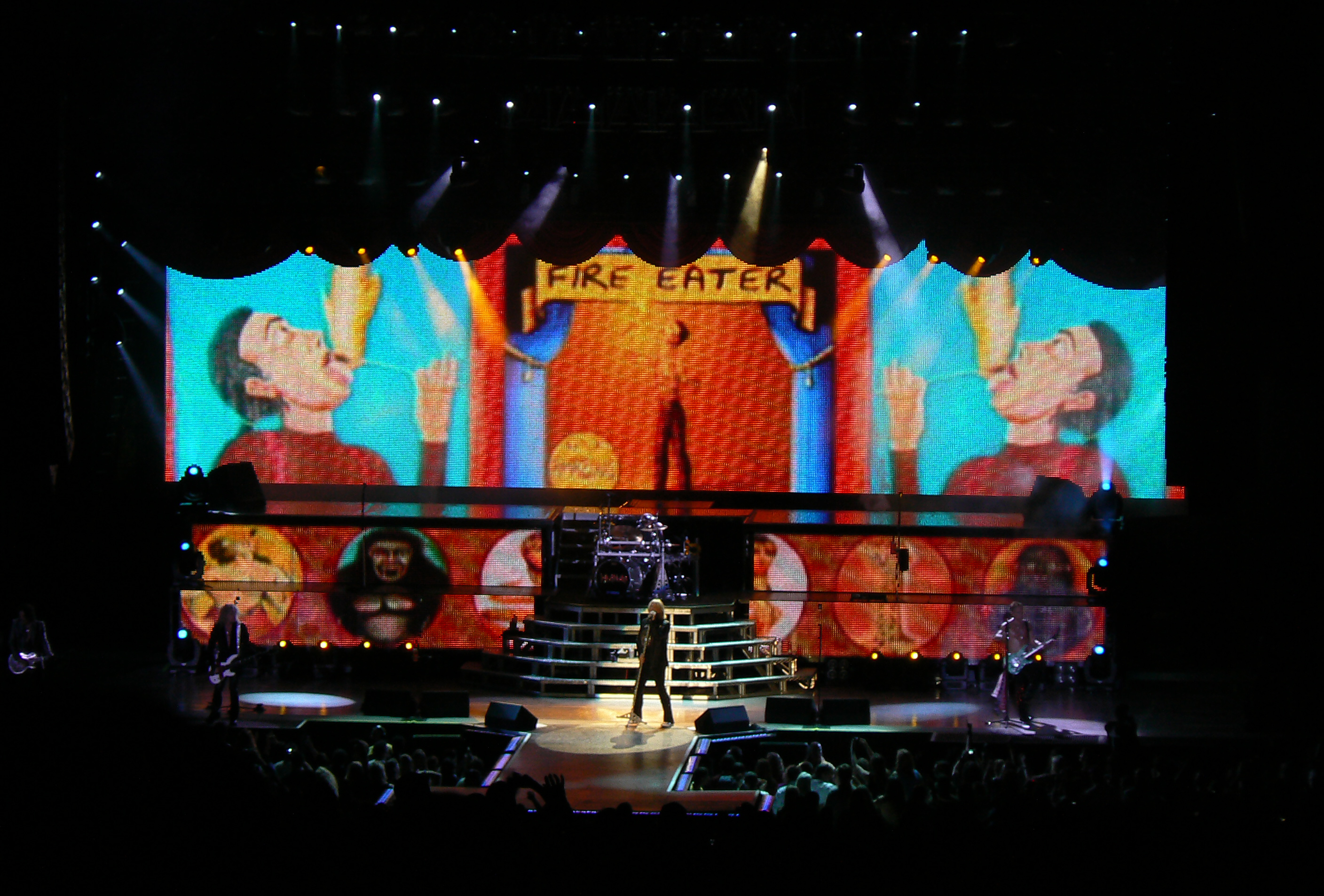
Виступ Def Leppard у Сакраменто у вересні 2009 року.

25 квітня 2008 року Def Leppard випустили свій перший за шість років новий альбом Songs from the Sparkle Lounge. Альбом дебютував під № 5 у Billboard 200 в США. Тур на підтримку альбому розпочався 27 березня 2008 року в Грінсборо, разом зі Styx і REO Speedwagon. Вони також грали на кількох європейських рок-фестивалях. У червні відбувся тур по Великій Британії, під час якого група виступила разом із Whitesnake. 11 червня Def Leppard оголосили подальші дати свого Світового туру 2008 року. Завдяки продовженню вони відвідали Японію, Австралію та Нову Зеландію. Whitesnake продовжував виступати разом з Def Leppard на їхніх індійських та японських концертах. У середині 2009 року Def Leppard гастролювала по 41 місту США, а також виступила хедлайнером Download Festival у Донінгтон-парку, зібравши 83 000 глядачів разом із Whitesnake та ZZ Top.
У жовтні 2008 року Def Leppard зіграли концерт під назвою «CMT Crossroads: Taylor Swift and Def Leppard» разом з кантрі-зіркою Тейлор Свіфт у Нашвіллі. Цей концерт вийшов на DVD 16 червня 2009 року ексклюзивно в мережі супермаркетів Walmart. Реліз став найпродаванішим DVD тижня та 10-м найпродаванішим музичним випуском Walmart. У жовтні 2009 року група оголосила, що скасовує останній етап північноамериканського туру 2009 року, загалом 23 концерти. Як причину скасування гурт назвав «непередбачені особисті справи». Тоді гурт спростував чутки про розрив, сказавши: «Ми не розлучаємося. Зовсім ні. Ми часто жартуємо, що б ми ще зробили»
22 лютого 2011 року, після річної перерви від гастролей, у гурт оголосив, що влітку вони випустять свій перший концертний альбом Mirror Ball — Live & More, який буде складатись з концертних записів і трьох нових студійних треків. Альбом вийшов в деяких частинах Європи 3 червня, у решті Європи 6 червня і 7 червня в США. З трьох нових студійних треків два вийшли як сингли, першим став «Undefeated», що вийшов у квітні 2011 року.
Влітку 2011 року Def Leppard розпочав двомісячне турне по США з Heart, а також зіграв ще сім концертів в Австралії у жовтні з The Choirboys і Heart, два концерти у Японії в листопаді і шість концертів у Великій Британії в грудні з Mötley Crüe і Steel Panther. Наступного року вони гастролювали з Poison і Літою Форд з 20 червня по 15 вересня. Навесні наступного, 2013 року гурт відіграв 11 концертів у Лас-Вегасі зі спеціальним шоу Viva! Hysteria. Однойменний концертний альбом вийшов 22 жовтня 2013 року.
З 23 червня 2014 року по 31 серпня 2014 року Def Leppard і Kiss об'їздили 42 міста, причому один долар з кожного квитка було пожертвувано військовій благодійній організації Wounded Warrior Project. Гурт записав кавер на пісню «Helen Wheels» до триб'ют-альбому Пола Маккартні «The Art of McCartney», що вийшов 18 листопада 2014 року. Джо Елліот, як сольний виконавець, також записав для нього трек «Hi, Hi, Hi».

### Def LeppardіDiamond Star Halos(2015—дотепер)
Одинадцятий студійний альбом під назвою Def Leppard був записаний у 2014 та 2015 роках і вийшов 30 жовтня 2015 року. Група випустила головний сингл зі свого однойменного альбому 15 вересня 2015 року під назвою «Let's Go», а 30 жовтня вийшов кліп на пісню. Альбом із 14 треками дебютував під номером 10 у США та номером 11 у Великій Британії.

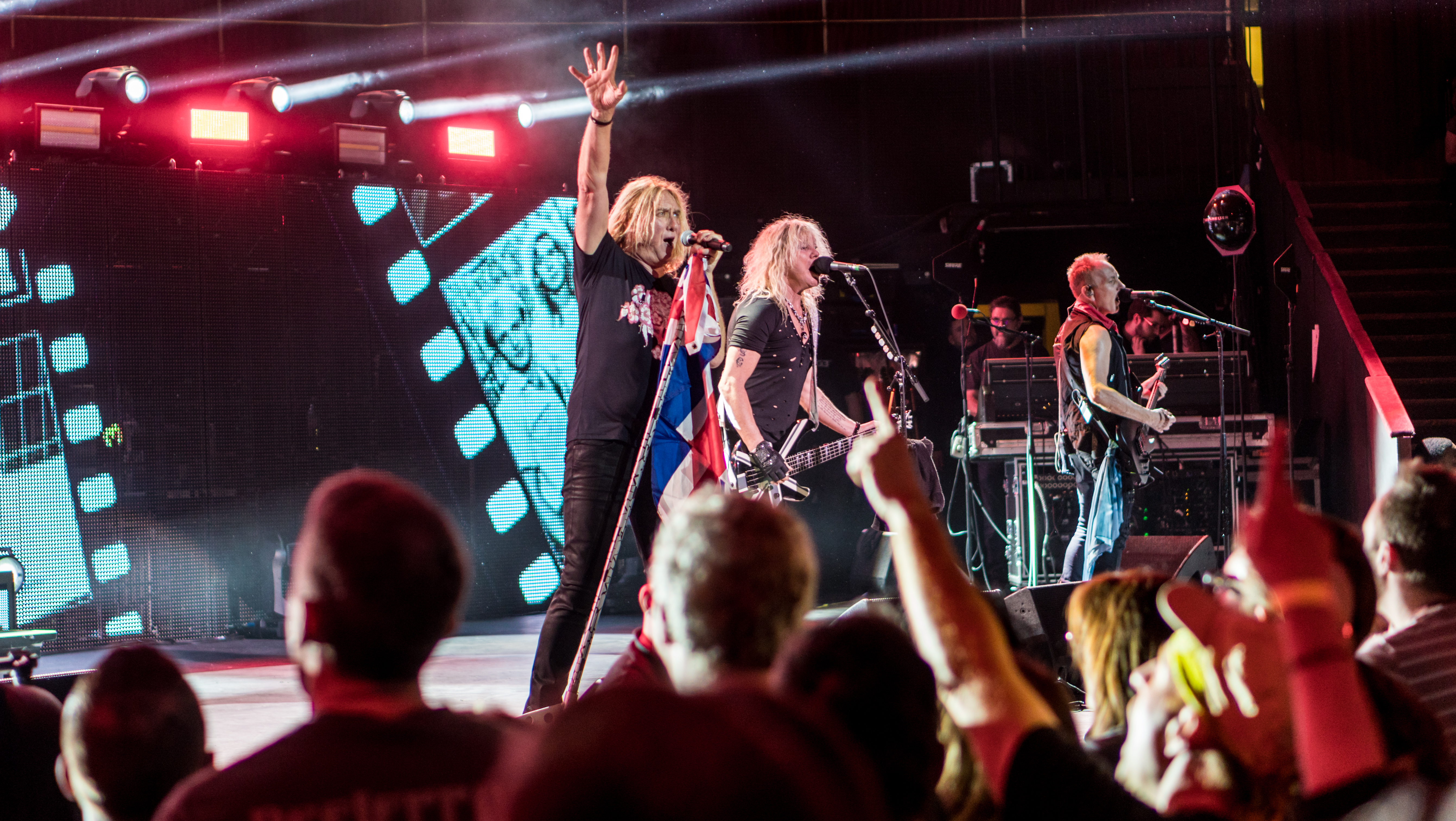
Def Leppard виступає на благодійному концерті для організації Teenage Cancer Trust у 2018 році.

10 лютого 2017 року група випустила подвійний концертний альбом і концертне відео And There Will Be A Next Time ... Live from Detroit. У січні 2018 року Def Leppard оголосили, що розпочнуть турне з 58 концерті по Північній Америці разом з Journey. Тур був надзвичайно успішним, оскільки гурти виступили перед більш ніж мільйоном шанувальників у Північній Америці всього за три місяці.
30 листопада 2018 року група випустила нову дводискову збірку The Story So Far — The Best Of. Окрім 34 найкращих хітів Def Leppard, до збірки увійшли новий кавер гурту на хіт Depeche Mode «Personal Jesus», новий різдвяний трек «We All Need Christmas», і новий ремікс на «Rock On». Гурт завершив рік туром Великою Британією та Ірландією під назвою Hysteria & More Tour. 2019 року Def Leppard розпочали світовий тур Def Leppard Hits Vegas—The Sin City Residency, який стартував на Sweden Rock Festival 6 червня.
4 грудня 2019 року гурт оголосив, що гастролює з Mötley Crüe, Poison та Джоан Джетт у турі The Stadium Tour влітку 2020 року, який пізніше був перенесений на 2021 рік, а потім на 2022 рік через пандемію COVID-19.
15 березня 2022 року Def Leppard оголосили про свій дванадцятий студійний альбом Diamond Star Halos. 17 березня 2022 року група випустила головний сингл «Kick» з альбому, а вже 27 травня 2022 року вийшов і сам альбом.

## Музичний стиль і вплив

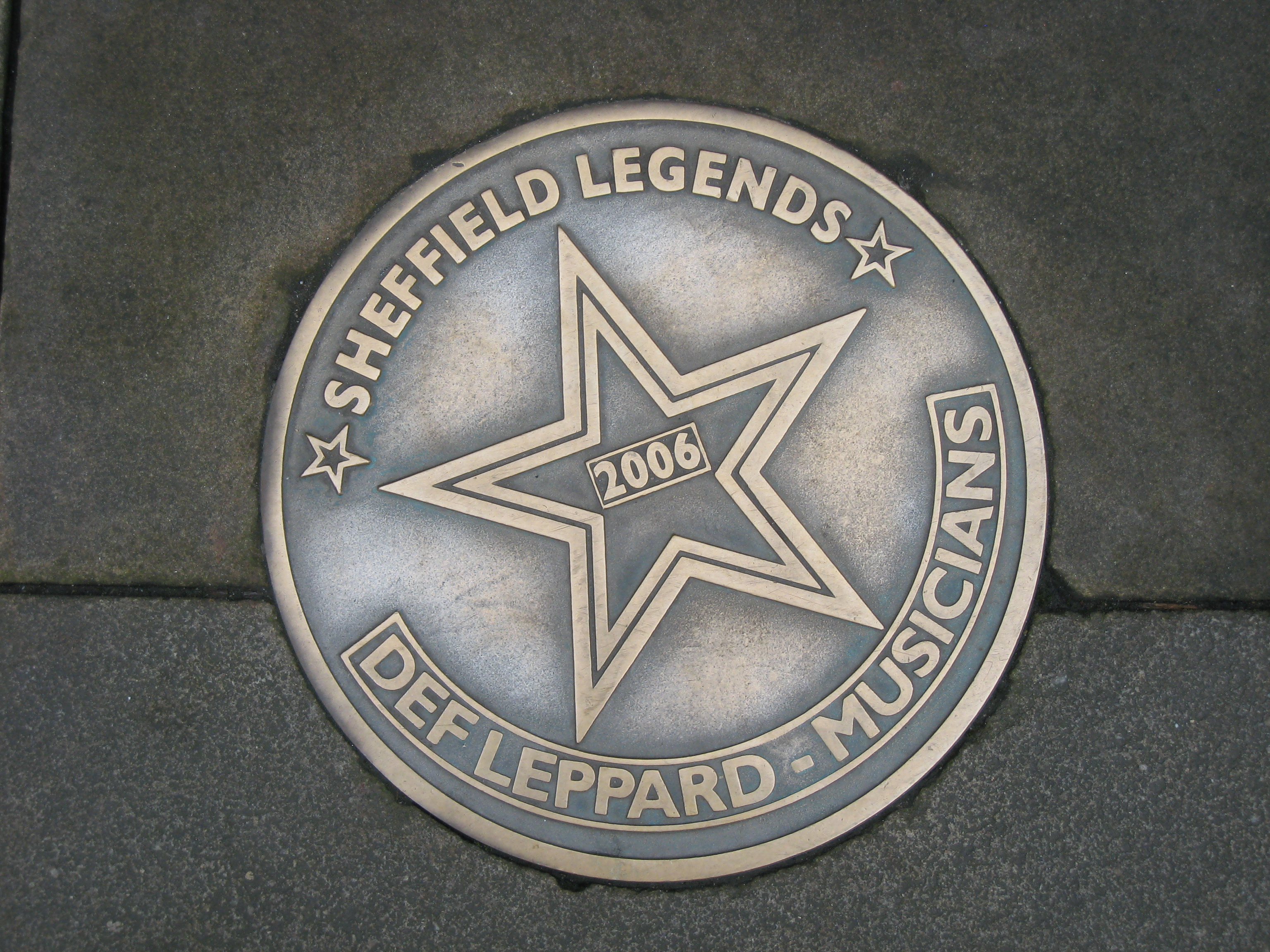
Меморіальна дошка «Легенди Шеффілда», встановлена в 2006 році, у Шеффілді — рідному місті гурту

Музичний стиль Def Leppard можна описати як описаний як глем-метал, hard rock, хард-рок хеві-метал стадіонний рок та поп-рок. Музика Def Leppard є сумішшю елементів хард-року, попу та хеві-металу, з багатошаровим гармонічним вокалом та мелодійними гітарними рифами. Хоча Def Leppard інколи називають одними з кращих гуртів нової хвилі британського хеві-металу, гурт не любить відносити себе до цього напрямку: «Ми не погоджувались, що наша музика була чимось схожою на Iron Maiden». У середині 1980-х група була пов'язана зі зростаючою глем-метал-сценою, переважно завдяки їхньому мейнстриму успіху та глянцевому продакшну. Pyromania була названа каталізатором руху поп-метал у 1980-х роках. Def Leppard, однак, також висловив свою неприязнь до асосіювання з глем-металом, оскільки вони вважали, що він не зовсім точно описує їхній зовнішній вигляд чи музичний стиль. До випуску альбому Hysteria група розробила своєрідне звучання, що включає електронні барабани та гітарні звуки, наповнені ефектами, з багатошаровою стіною хрипкого гармонізованого вокалу. За словами Джо Елліотта, на Def Leppard впливає «все, від чистої поп-музики до відверто важкого року». Він називає Іана Гантера та Mott the Hoople серед ранніх впливів на групу. На самих Def Leppard вплинули різноманітні музичні виконавці, включаючи Метта Натансона і навіть Тейлор Свіфт.
Оскільки Pyromania та Hysteria сертифіковані RIAA як діамантові, Def Leppard, поряд з The Beatles, Led Zeppelin, Pink Floyd та Van Halen, є однією з п'яти рок-груп із двома студійними альбомами, кожен з яких проданий тиражем понад 10 мільйонів копій у США. І Pyromania, і Hysteria є у списку 500 найкращих альбомів усіх часів за версією Rolling Stone.
9 жовтня 2018 року Деф Леппард отримав номінацію на вступ від Зали слави рок-н-ролу. Гурт переміг у голосуванні фанатів Klips, обійшовши 14 інших номінантів із 547 647 голосами. Поточний склад гурту разом із колишніми учасниками Пітом Віллісом і Стівом Кларком були введені до Зали слави рок-н-ролу 29 березня 2019 року. На церемонії Def Leppard були представлені гітаристом Queen Браяном Меєм, який сказав, що вони «чудова рок-група, у класичній традиції того, чим є рок-група насправді», і «купа чудових людей».

## Учасники

### Поточні учасники
- Джо Елліотт — вокал (1977-дотепер)
- Рік Севідж[en] — бас-гітара (1977-дотепер)
- Рік Аллен  — ударні (1978-дотепер)
- Філ Коллен  — гітара (1982-дотепер)
- Вівіан Кемпбелл[en] — гітара (1992-дотепер)

### Колишні учасники
- Піт Вілліс[en] — гітара (1977-1982)
- Тоні Кеннінг — ударні (1977-1978)
- Френк Нун[en] — ударні (1978)
- Стів Кларк  — гітара (1978-1991)

## Дискографія

### Студійні альбоми
- On Through the Night (1980)
- High 'n' Dry (1981)
- Pyromania (1983)
- Hysteria (1987)
- Adrenalize (1992)
- Slang (1996)
- Euphoria (1999)
- X (2002)
- Yeah! (2006)
- Songs from the Sparkle Lounge (2008)
- Def Leppard (2015)
- Diamond Star Halos (2022)

### Збірки
- Retro Active (1993)
- Vault: Def Leppard Greatest Hits (1980–1995) (1995)
- Best of Def Leppard (2004)
- Rock of Ages: The Definitive Collection (2005)
- The Story So Far — The Best Of (2018)

### Живі альбоми
- Mirrorball (2011)
- Viva! Hysteria (2013)
- And There Will Be a Next Time ... Live from Detroit (2017)
- London to Vegas (2020)